# Dalur
Dalur (dánul: Dal) egy település Feröer Sandoy nevű szigetén.  Közigazgatásilag Húsavík községhez tartozik.

## Földrajz
A falu sziget keleti partján fekszik, és annak legdélibb fekvésű települése. Egy viszonylag széles völgyben található. Viszonylag nagy kiterjedésű, termékeny terület tartozik hozzá, többek között a tőle délre elterülő Skorin legelő, ahol az ott fészkelő madarak ürülékének köszönhetően biztosítva van a növények tápanyag-ellátása, így az itt legeltetett juhok húsa is kiváló.

### Élővilág
A falutól délre fekvő Skorin madárszikláin egy népes lunda-kolónia fészkel.

## Történelem
Dalur ősi település; első írásos említése 1404-ből származik. A korábbi időkben a források szerint Varmadalur néven is ismert volt. A falu temploma 1957-ben épült, és ez az első templom ezen a helyen.

## Népesség

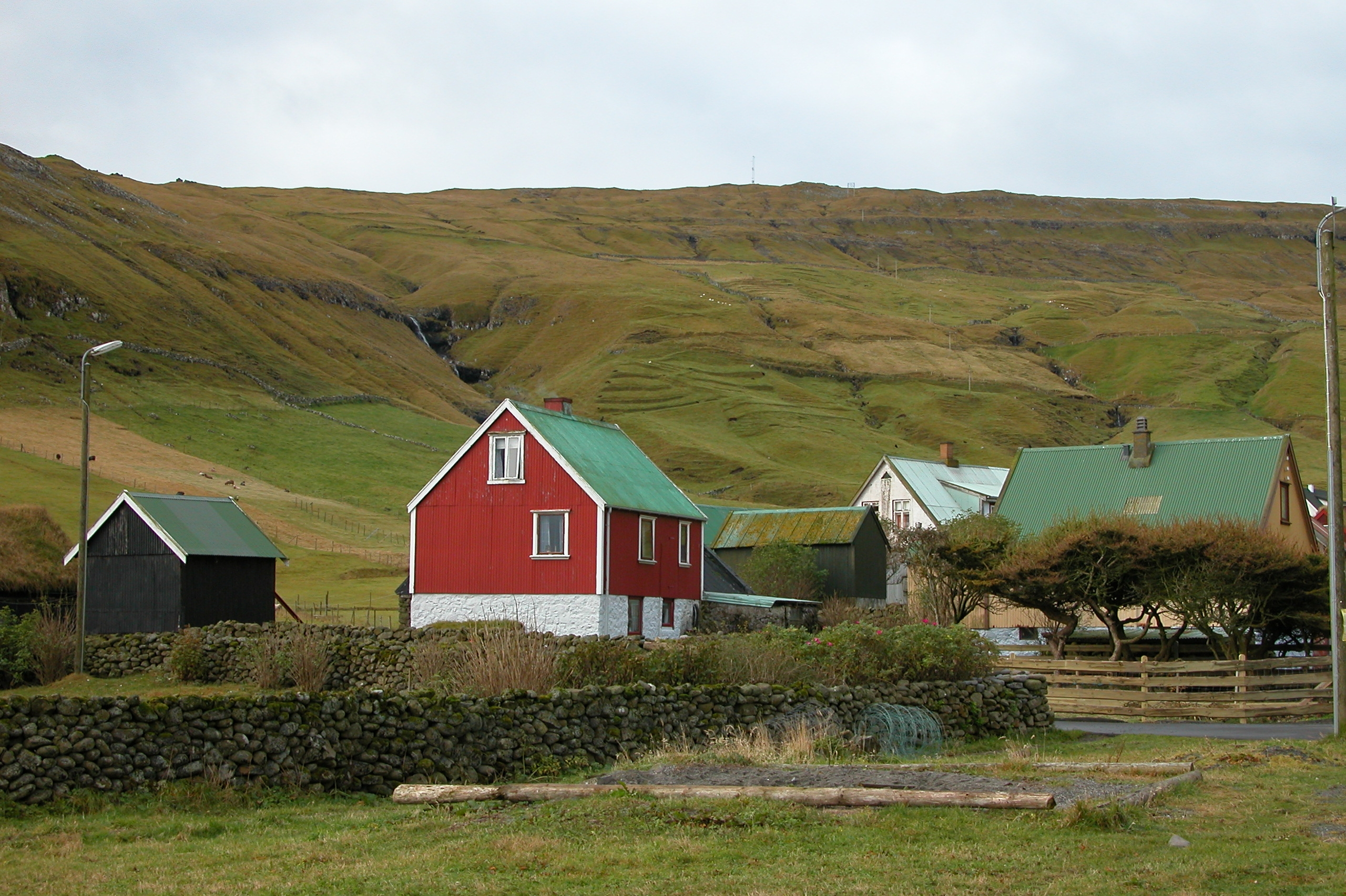
Dalur házai

| Év              | Lakosság |
| --------------- | -------- |
| 1986. január 1. | 72       |
| 1991. január 1. | 67       |
| 1996. január 1. | 61       |
| 2001. január 1. | 52       |
| 2006. január 1. | 48       |

## Közlekedés
Dalurból észak felé, a sziget keleti partján vezető úton lehet eljutni Húsavíkba és rajta keresztül a sziget többi településére. A falu sokáig Feröer egyik legeldugottabb települése volt, az ide vezető közút csak 1964-ben épült meg. Az elmúlt években elkészítették egy alagút terveit is a parti út kiváltására, mivel a meredek hegyoldalban vezető utat gyakran zárják el hegyomlások és földcsuszamlások.
Itt van a végállomása a 601-es busznak, amely Húsavíkon át Sandur és Skopun felé közlekedik. Egy keskeny út vezet innen a sziget déli végére is.

## Sport
2006-ban egy kis FIFA-labdarúgópálya épült a falu gyerekei számára.